# Candona truncata
Candona truncata är en kräftdjursart som beskrevs av N. C. Furtos 1933. Candona truncata ingår i släktet Candona och familjen Candonidae. Inga underarter finns listade.